# 海峽兩岸共同打擊犯罪及司法互助協議
海峽兩岸共同打擊犯罪及司法互助協議簡稱兩岸司法互助協議或兩岸共打協議，是由財團法人海峽交流基金會與海峽兩岸關係協會在2009年4月26日於南京簽訂的協議，是兩岸司法機構在犯罪情資交流、調查取證、執行民事仲裁、接返刑事判決確定人等方面進行互助的協議。

## 歷史背景
海峽兩岸原有金門協議進行司法互助。然而金門協議僅限於偷渡犯、刑事犯與刑事嫌疑犯的遣返，但是對於犯罪情資、調查採證、司法文書等業務交流缺乏共識，因此簽訂海峽兩岸共同打擊犯罪及司法互助協議，增訂包括民事與刑事調查取證與仲裁判決交流，共同打擊綁架、毒品、人口販運等組織犯罪，詐騙、洗錢、偽造貨幣及有價證券等經濟犯罪。

## 執行成果
在2009年基於金門協議的基礎下為了擴大合作新簽訂《海峽兩岸共同打擊犯罪及司法互助協議》之後，海峽兩岸的遣返人員包括涉嫌掏空中興銀行的王志雄，前立委郭廷才，重大槍擊犯陳勇志，綁架台中市副議長主嫌許武祥等情節重大罪犯十餘人。到2017年11月底兩岸互相請求司法相互調查取證請求達到10萬1,959件，相互文書送達有7萬7,999件，兩岸罪贓返還部分中國大陸累計返還台灣約1,440萬新台幣，台灣累計返還中國大陸約2,054萬新台幣。兩岸請求犯罪情資調查自實施到2017年11月底共計6,908件，2016年6月1日到2017年11月底相互請求共計842件，兩岸對於犯罪情資交換與合作偵辦件數皆持續進行並未停止。此外中國大陸方面也曾派出百餘人次公安警察及檢察官來台灣參加法務部研習課程，2013年起台灣法務部也由檢察官組團赴中國大陸國家檢察官學院與公安機關等地講授法律與司法制度。
綜合協議執行成果，《海峽兩岸共同打擊犯罪及司法互助協議》已經達成下列項目：
1. 合作打擊跨境不法犯罪
2. 緝捕遣返由台灣逃往中國大陸的刑事犯
3. 兩岸相互追贓返還被害財物
4. 完成受刑人移交
5. 協助調查取證以保障民眾權益
6. 執法專業交流引領法治對話

## 執行爭議
因海峽兩岸分別實行兩種不同政治體制與司法體制，協議簽訂雙方實體屬於非官方組織，簽訂內容涉及雙方司法主權，因此實務執行上在某些個案常引發兩岸見解不同的爭議，亟待進一步交流解決爭端。列舉爭議如下:
1. 協議第二章第四項“合作項目”中提到“當一方認為涉嫌犯罪，另一方認為未涉嫌犯罪但有重大社會危害，得經雙方同意個案協助” 對於訪問台灣的民運人士與自由作家、記者，違反中國大陸訂立的顛覆國家安全法、洩露國家機密法與反分裂法等政治犯的人權保障問題。
2. 2014年，台灣藝人柯震東吸食大麻在北京遭到拘留，但是陸方並未立即通報台灣，引發台灣方面對在中國大陸人身自由隱憂。2018年，范冰冰台籍经纪人因涉嫌偷逃税犯罪，被大陆警方采取强制措施，此事同样未被通报。
3. 雙方司法互助配合度有請求達成率不對等問題，通緝犯逮捕與請求方面台灣對中國大陸發出的請求完成率只有32%，但中國大陸對台灣方面請求完成率達到73.9%；犯罪情資交換方面台灣對中國大陸請求達成率是31.3%，但中國大陸對台灣請求達成率是81.5%。
4. 從2016年4月開始，台灣人分別在肯亞、馬來西亞、柬埔寨、亞美尼亞、越南、印尼、西班牙海外第三地的犯罪嫌疑人，常被遣送到中國大陸而非台灣。

### 法律定位
因為簽訂協議主體為非官方組織，但簽訂司法協議內容涉及雙方司法主權，因此在法律定位上會有民間協議說、部門規章或最高人民法院司法解釋説、行政協議(合同)説、國際條約說、準國際條約說、準條約或行政協定說等不同位階的解讀，台灣方面傾向於將協議相關內容融入現有法規予以法制化，但在中國大陸方面則傾向定位為民間協議。因此戴世瑛律師認為，較可能法制化的方向為將海峽兩岸共同打擊犯罪及司法互助協議視為民間協議，再由兩岸立法、司法單位分別融入各自司法體系法律規定中，才能達到雙方最大共同利益。

### 臺灣人遣送中國大陸問題
《海峽兩岸共同打擊犯罪及司法互助協議》遭前中華民國立法委員蔡正元質疑可能將中華民國國民遣送中國大陸，與香港社會造成普遍爭議之逃犯條例無異。對此，臺灣方面主管機關陸委會表示，本協議納入「己方人民不遣送」的原則，所以不會有任何一位台灣人因此協議被送至中國大陸受審。